# نهر دودا
نهر دودا أو نهر ستود هو نهر يبلغ طوله 79 كيلومترًا (49 ميلًا)، ويشكل وادي ستود في وادي زانسكار في منطقة ليه في إقليم الاتحاد في لداخ.